# 三方村 (兵庫県城崎郡)
三方村（みかたむら）は、兵庫県城崎郡にあった村。現在の豊岡市日高町の南西部にあたる。

## 地理
- 山岳：鶴ヶ嶺、妙ヶ谷、蘇武岳
- 河川：稲葉川、知見川、観音寺川、阿瀬川

## 歴史
- 1889年（明治22年）4月1日 - 町村制の施行により、気多郡羽尻村・殿村・田之口村・広井村・猪子垣村・芝村・庄境村・野村・三所村・荒川村・伊府村・篠垣村・佐田村・知見村・森山村・栗山村・観音寺村・海老原村の区域をもって発足。
- 1896年（明治29年）4月1日 - 所属郡が城崎郡に変更。
- 1955年（昭和30年）3月25日 - 国府村・八代村・日高町・西気村・清滝村と合併し、改めて日高町が発足。同日三方村廃止。